# Институт информационных технологий НАН Азербайджана
Институт информационных технологий — научно-исследовательский институт Национальной Академии Наук Азербайджана

## История создания
В 1971 году при Институте кибернетики АН Азербайджанской ССР был создан Отдел автоматизированных систем управления (АСУ). С 1982 года Отдел АСУ функционирует как самостоятельное юридическое лицо. В 1997 году на базе Отдела АСУ был создан Информационно-телекоммуникационный научный центр (ИТНЦ). 21 мая 2002 года на основе ИТНЦ был создан Институт информационных технологий.

## Основные научные результаты
Разработаны модели и методы проектирования распределенных систем обработки информации в компьютерных сетях, методы, алгоритмы и архитектурно-технологические принципы для синтеза и безопасности распределенных виртуальных вычислительных сред (суперкомпьютер и Cloud Computing) в компьютерных сетях, методы и алгоритмы для синтеза распределенных систем обработки аудиоинформации.
На базе новых информационных технологий разработана система оперативной обработки и интеллектуального анализа полетной информации летательных аппаратов определенного класса  специального назначения, разработаны методы и алгоритмы для диагностики устройств летательных аппаратов.
Разработаны модели для виртуализации коммуникационных ресурсов глобальных компьютерных сетей, для  глобальной оценки их состояния и оптимизации их показателей эффективности согласно различным критериям, а также модели и алгоритмы оптимизации для оптимального управления информационным обменом в среде глобальной сети на базе технологи P2P, оптимального структурирования информационных пространств с нерегулярной структурой при помощи технологии CDN, синтеза динамически формируемой  интеллектуальной сети контент-серверов.
Были предложены методы контент-анализа информационного пространства и GIS технологии как механизм обратной связи в управлении э-государством; для обеспечения и управления информационной безопасностью э-государства разработаны модели и алгоритмы для интеллектуального  анализа текстовых документов с целью улучшения качественных показателей систем поиска, обработки  информации и документооборота в среде э-государства. Предложены модели и методы для формирования, управления и оценки э-науки – составной части э-государства, а также  для обеспечения  информационной безопасности.
Получены важные результаты в области веб-аналитики. А именно, предложены подходы, методы и алгоритмы для интеллектуального анализа пользования интернетом и улучшения качественных показателей поисковых систем интернета, для обеспечения безопасности веб-систем, для обнаружения и анализа различных социальных сетей в интернете, кроме того, предложены концептуальная модель и система индикаторов для проведения классификации веб-ресурсов по доменным показателям ccTLD и gTLD, для определения информационных связей между ними на основе географических и семантических признаков, оценки объема импортируемой и экспортируемой информации, а также проведения статистики.
Разработаны научно-практические, методологические и архитектурные основы синтеза адаптивных виртуальных специальных сетей, обеспечивающих устойчивость информационной безопасности корпоративных сетей, для адаптивных сетей разработана распределенная  оптимальная аутентификаци-онная  система показателей  цены и времени, и предложена теоретико-игровая модель принятия решения в ходе борьбы с активными угрозами в корпоративных сетях. В том числе предложены модели для обнаружения угроз информационной безопасности компьютерных сетей, оценки и управления рисками информационной безопасности.
Разработаны модели, методы, алгоритмы и протоколы для синтеза Ad hoc  и сенсорных сетей и улучшения показателей качества их услуг.
Разработаны криптографические методы и алгоритмы на основе эллиптических кривых на конечных площадях для создания инфраструктуры электронной подписи. Предложены методы и алгоритмы для создания и оценки безопасности систем биометрической идентификации, защиты биометрических шаблонов и обеспечения интероперабельности биометрических сенсоров, а также методы синтеза биометрических криптосистем путем объединения практических преимуществ биометрических технологий и асимметрических криптографических систем, разработаны методы и алгоритмы для распознавания лица человека на основе фотопортрета.
Разработаны методы и алгоритмы технологии обработки знаний с нечеткой реляционной структурой, путем применения нечеткой логики проведен анализ сегмента специалистов по ИКТ на рынке труда, предложены принципы формирования требований и предложений для специалистов по ИКТ и функциональная модель их взаимосвязей, разработаны методы, основанные на теориях нечеткой логики и принятия решений для интеллектуальной поддержки принятия решений при управлении человеческими ресурсами в организациях.
Исследованы вопросы трансформации рыночной экономики в информационном обществе, разработаны основы методологии оценки уровня развития экономики, основанной на ИКТ и знаниях, даны предложения для обеспечения безопасности информационной экономики в Азербайджане.

## Интересные факты
В Институте существует специальный вики-центр 